# Moulsham
Moulsham – osada w Anglii, w Esseksie. Leży 0,8 km od miasta Chelmsford, 34,9 km od miasta Colchester i 45,5 km od Londynu. W 1861 miejscowość liczyła 4229 mieszkańców. Moulsham jest wspomniana w Domesday Book (1086) jako Molesham.